# Pärnu
Pour les articles homonymes, voir Pärnu (homonymie).
Pärnu (/ˈpærˑnu/ ; en allemand : Pernau ; en russe : Пярну, anciennement Пернов ; en polonais : Parnawa ; en letton : Pērnava) est une ville située sur la côte de la mer Baltique, dans le sud de l'Estonie. La ville est un grand centre touristique et compte de nombreux restaurants, hôtels et des plages de baignade. Elle est traversée par un fleuve homonyme, Pärnu. Elle est parfois incorrectement appelée Pyarnu, qui est une mauvaise translittération du russe. Elle avait 51 209 habitants en 2022.

## Histoire
La ville de Pärnu est fondée, en 1251, sous le nom de Pernau par les chevaliers allemands de l'Ordre de Livonie qui construisent une forteresse aux environs, en 1265. Pernau fait partie de la Ligue hanséatique en tant que port de commerce. Son port, libre de glace en hiver, joue un rôle important pour le commerce de la Livonie. Elle est colonisée par des marins et commerçants allemands (appelés plus tard germano-baltes).
Entre 1560 et 1617, Pernau est soumise par les Polono-lituaniens de l'Union de Lublin, puis tombe aux mains du royaume de Suède, pendant la guerre de Livonie au XVIIe siècle. À son tour, après sa victoire contre les Suédois, la Russie de Pierre le Grand s'empare de la région en 1710, ce qui est confirmé au traité de Nystad, en 1721.

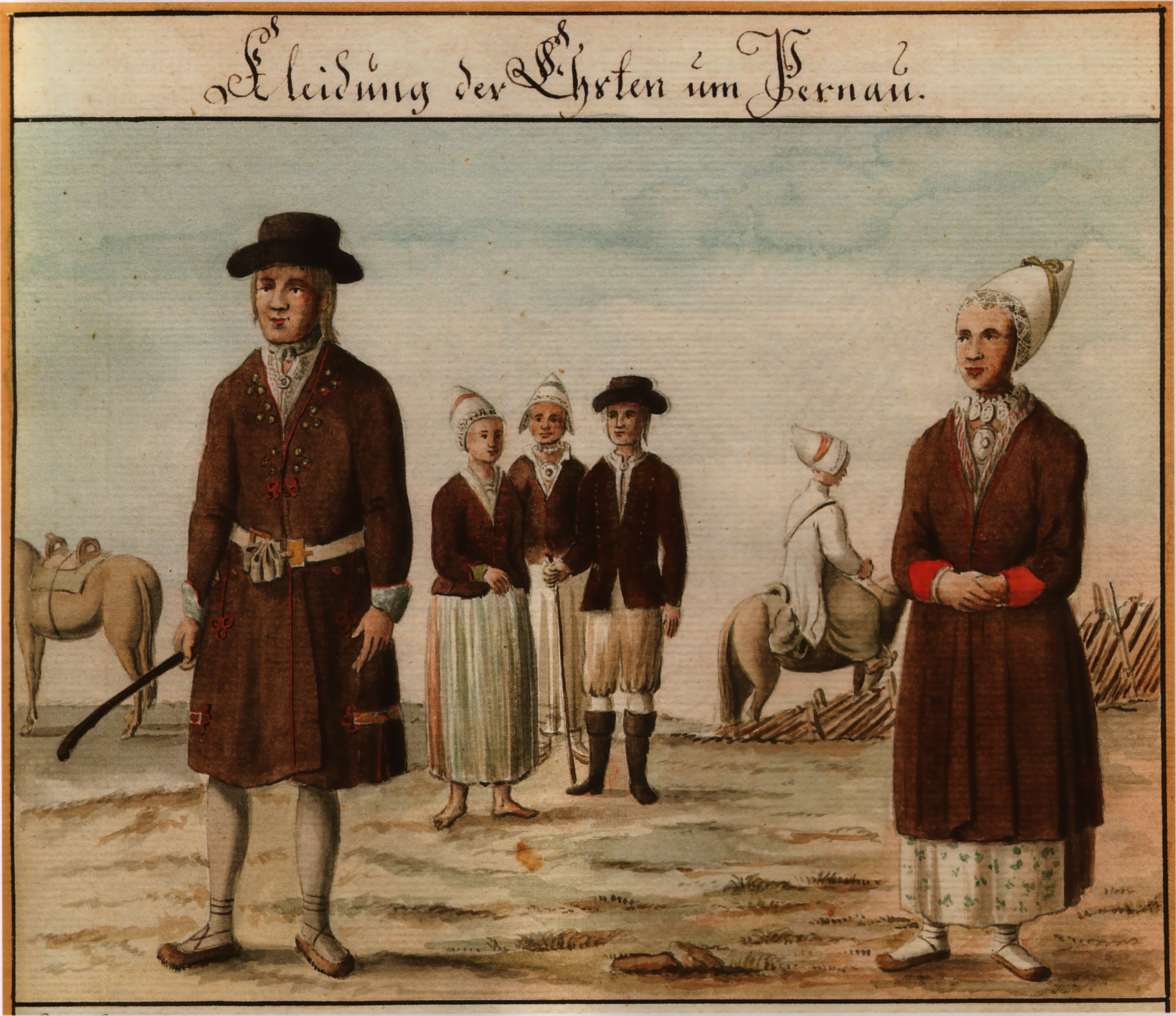
Paysans de la région de Pernau (Pärnu aujourd'hui) vers 1820.

L'importance du port pendant le XVIIIe siècle est telle que Pernau (ou Pernov en russe) représente le troisième port de l'Empire sur la Baltique, avant Revel (Tallinn, au début du XXIe siècle). La situation change vers le début du XIXe siècle et la ville devient une station balnéaire prisée du gouvernement de Livonie. En 1857, le premier journal en estonien y est édité par Johann Woldemar Jannsen. Entre 1900 et 1915, la fabrique la plus importante de cellulose de l'Empire russe du nom de Waldhof est en activité.
Après la chute de l'Empire russe, des manifestations en faveur de l'indépendance ont lieu en février 1918 et la ville, au départ des troupes allemandes d'occupation, fait partie de la nouvelle république d'Estonie ; elle prend enfin officiellement le nom de Pärnu. La plupart des germano-baltes quittent la ville au cours du XXe siècle, tandis que les Estoniens deviennent majoritaires. De nombreux touristes, souvent allemands, sont accueillis. Un café de 1 200 places, le café Rannakohvik, ouvre en 1939.
Le 20 juin 1940, la ville est occupée par l'armée soviétique, faisant suite au pacte germano-soviétique, et les manufactures et commerces sont nationalisés. La répression « anti-bourgeoise » provoque un certain nombre de déportations en URSS. Le 8 juillet 1941, la ville est occupée par l'armée du Troisième Reich et plutôt accueillie favorablement, malgré la ruine du tourisme. Le 23 septembre 1944, l'Armée rouge reprend le contrôle de la ville et dès lors son destin est celui de la république socialiste soviétique d'Estonie faisant partie de l'U.R.S.S. Un combinat de pêche est construit en 1958 et devient le plus important de la Baltique. Des touristes venant de toute l'Union soviétique viennent en villégiature. Dans les années 1980, la ville est peuplée à 80 % d'Estoniens et à 20 % de russophones sur une population d'environ 50 000 habitants.
En 1991, l'Estonie retrouve son indépendance et dès lors le tourisme de Pärnu s'oriente vers les pays scandinaves. La ville en 2005 a une population de 43 528 habitants, dont 74 % d'Estoniens.

## Géographie
La ville est traversée par les routes nationales RN 4, RN 5 et RN 6.

### Climat
| Mois                                  | jan.       | fév.       | mars       | avril      | mai       | juin      | jui.      | août      | sep.      | oct.       | nov.       | déc.       | année      |
| ------------------------------------- | ---------- | ---------- | ---------- | ---------- | --------- | --------- | --------- | --------- | --------- | ---------- | ---------- | ---------- | ---------- |
| Température minimale moyenne (°C)     | −5,5       | −6,6       | −3,7       | 1,2        | 6,1       | 10,7      | 13,6      | 12,8      | 8,6       | 3,8        | 0          | −3,1       | 3,2        |
| Température moyenne (°C)              | −3         | −3,7       | −0,5       | 5,4        | 11,4      | 15,4      | 18,3      | 17,2      | 12,5      | 6,8        | 2,2        | −0,9       | 6,8        |
| Température maximale moyenne (°C)     | −0,8       | −1         | 3          | 10,2       | 16,7      | 20,2      | 23        | 21,8      | 16,6      | 9,9        | 4,3        | 1,1        | 10,4       |
| Record de froid (°C) date du record   | −34,8 1893 | −34,3 1940 | −28,5 1888 | −19,7 1881 | −5,3 1935 | −0,1 1930 | 3,4 1903  | 2,6 1966  | −4,7 1906 | −10,9 1912 | −22,2 2010 | −34,5 1978 | −34,8 1893 |
| Record de chaleur (°C) date du record | 9 2007     | 8,3 1990   | 18,1 2007  | 26,2 1995  | 31,2 2007 | 32,6 1988 | 34,1 1882 | 33,4 1896 | 28 1938   | 22,4 1981  | 12,6 1967  | 10,3 2006  | 34,1 1882  |
| Ensoleillement (h)                    | 38,8       | 69,6       | 148,2      | 210,1      | 300,3     | 293,5     | 306,4     | 258,6     | 172,8     | 95,5       | 36,5       | 24,3       | 1 950,2    |
| Précipitations (mm)                   | 61         | 49         | 43         | 40         | 39        | 78        | 74        | 84        | 61        | 83         | 73         | 71         | 761        |
| Nombre de jours avec précipitations   | 12         | 9          | 10         | 8          | 7         | 9         | 10        | 10        | 11        | 12         | 14         | 14         | 125        |
| Humidité relative (%)                 | 88         | 87         | 81         | 73         | 68        | 73        | 75        | 78        | 82        | 86         | 89         | 89         | 81         |

| Diagramme climatique                                  |          |         |           |           |            |          |            |           |          |        |           |
| J                                                     | F        | M       | A         | M         | J          | J        | A          | S         | O        | N      | D         |
| −0,8−5,561                                            | −1−6,649 | 3−3,743 | 10,21,240 | 16,76,139 | 20,210,778 | 2313,674 | 21,812,884 | 16,68,661 | 9,93,883 | 4,3073 | 1,1−3,171 |
| Moyennes : • Temp. maxi et mini °C • Précipitation mm |          |         |           |           |            |          |            |           |          |        |           |

## Administration

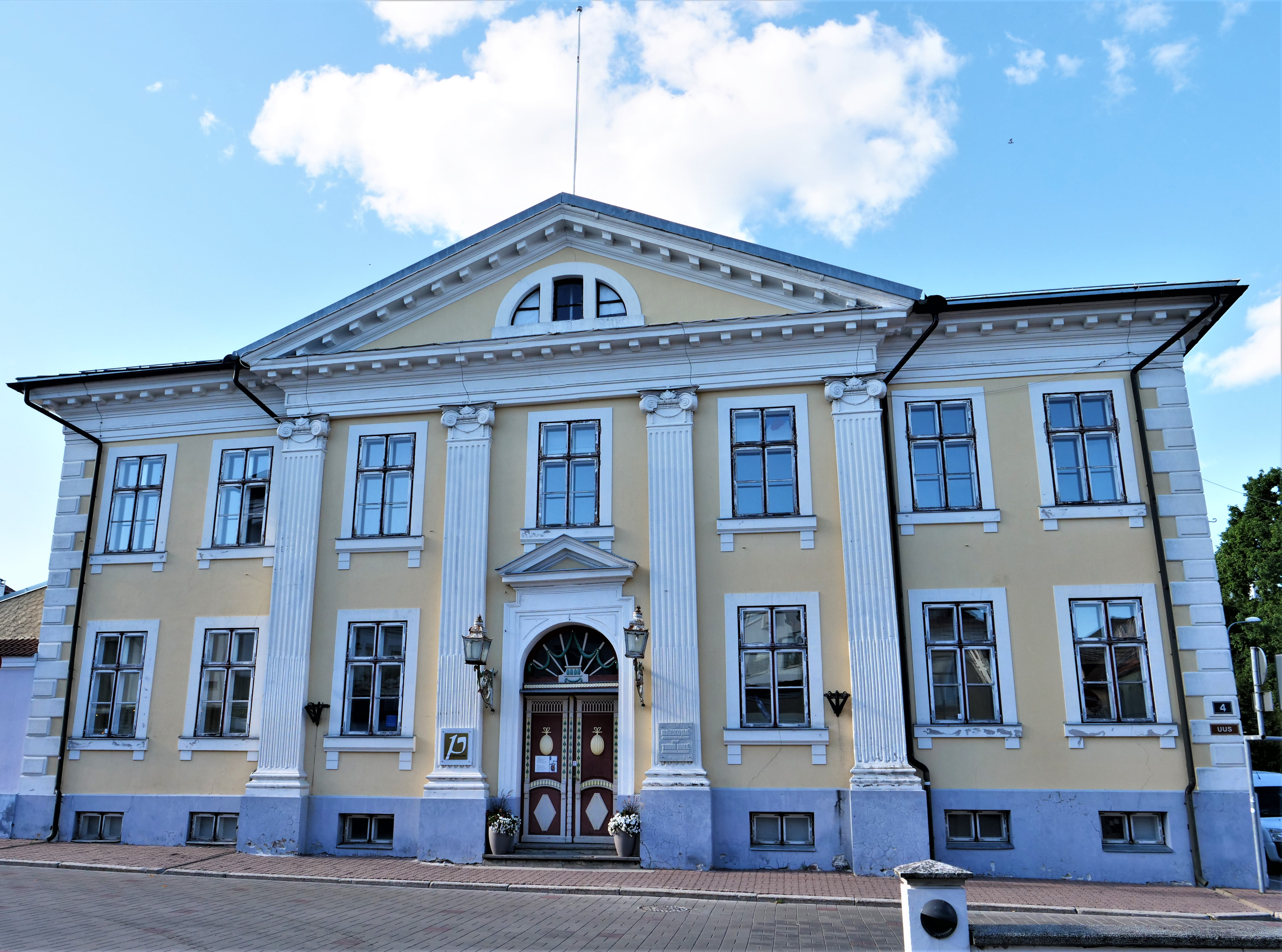
L'hôtel de ville de Pärnu.

### Conseil communal
La ville possède un conseil communal et un exécutif local. Les élections communales interviennent tous les trois ans. De par son nombre d'habitants, le nombre d'élus se monte à 33.

### Subdivisions administratives

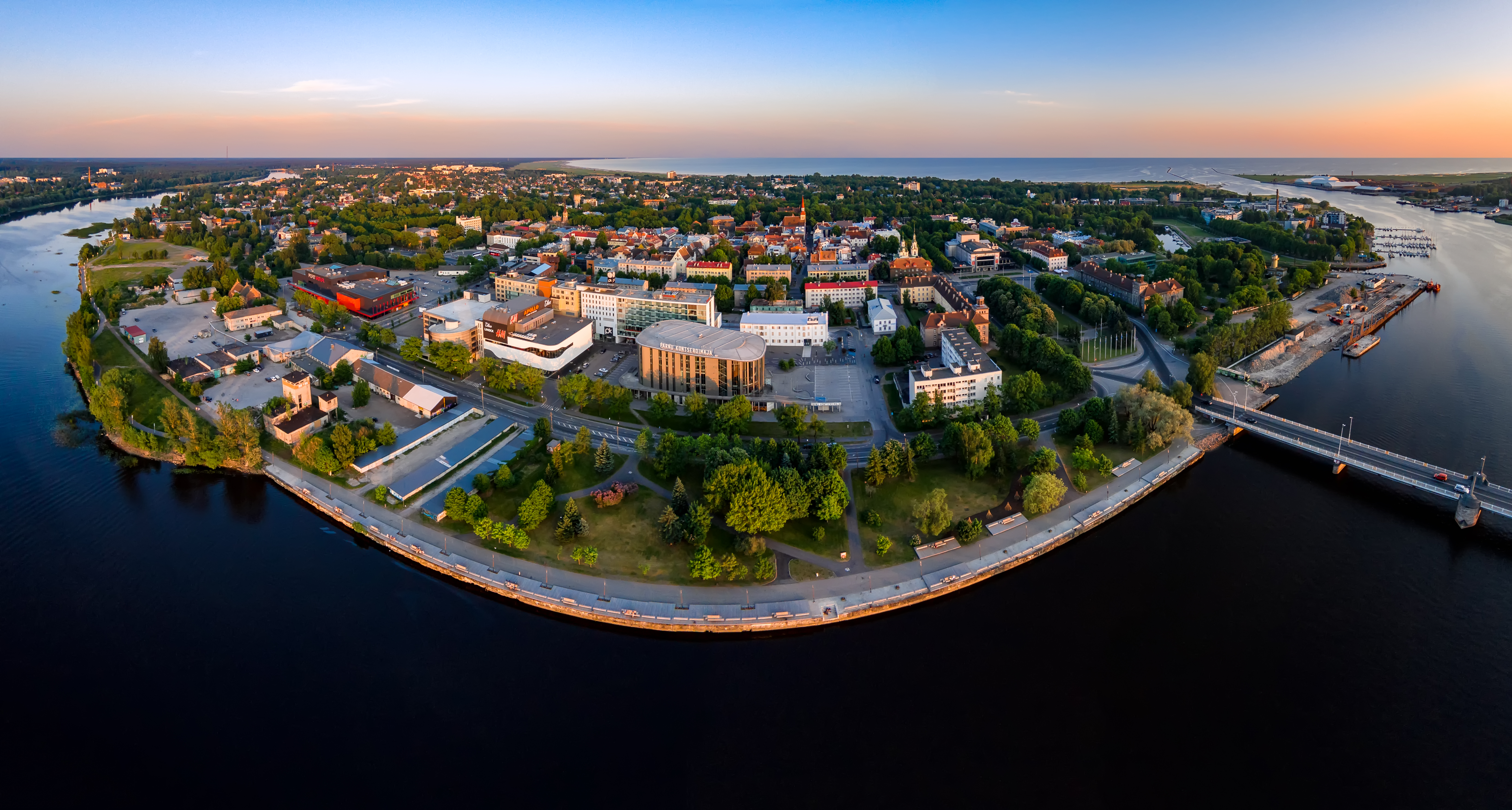
Vue aérienne de Kesklinn.

Les quartiers d'Ülejõe, Rääma, Tammiste et Vana-Pärnu sont situés sur la rive droite du fleuve Pärnu, et Kesklinn, Rannarajoon, Eeslinn, Mai, Lodja et Raeküla sur la rive gauche.

### Jumelages et partenariats
La ville de Pärnu est notamment jumelée avec les villes suivantes :
| Ville | Ville     | Pays | Pays     | Période     |
| ----- | --------- | ---- | -------- | ----------- |
|       | Drammen   |      | Norvège  | depuis 1994 |
|       | Jurmala   |      | Lettonie | depuis 1990 |
|       | Mourmansk |      | Russie   | depuis 1999 |
|       | Odessa    |      | Ukraine  |             |
|       | Palanga   |      | Lituanie | depuis 1990 |

Elle possède également des accords de partenariat avec:
- Drammen (Norvège)
- Jurmala (Lettonie)
- Novgorod (Russie)

## Démographie
Au 1er janvier 2011, 83% des résidents de Pärnu étaient des Estoniens, 12% des Russes, 1% des Ukrainiens, 0,6% des Finlandais, 0,4% des Biélorusses, 8% d'autres nationalités ou de nationalité inconnue.
Au 1er janvier 2022, 40 225 personnes vivaient à Pärnu, dont 54,5 % de femmes et 45,5 % d'hommes.
| 1881   | 1886   | 1897   | 1921   | 1922   | 1924   | 1925   | 1934   | 1935   | 1936   | 1959   | 1970   |
| ------ | ------ | ------ | ------ | ------ | ------ | ------ | ------ | ------ | ------ | ------ | ------ |
| 12 966 | 13 317 | 12 898 | 18 574 | 18 499 | 19 608 | 21 316 | 20 334 | 20 629 | 21 251 | 22 367 | 50 224 |
| 1979   | 1989   | 2000   | 2009   | 2010   | 2011   | 2012   | 2013   | 2014   | 2015   | 2016   | 2017   |
| 54 051 | 53 885 | 46 476 | 44 024 | 44 083 | 41 150 | 40 664 | 40 336 | 40 005 | 40 131 | 39 828 | 39 620 |
| 2018   | 2019   | 2020   | 2021   | 2022   |        |        |        |        |        |        |        |
| 39 375 | 39 438 | 39 605 | 38 347 | 40 225 |        |        |        |        |        |        |        |

## Économie

### Transport
Pärnu est situé directement sur la route nationale 4 de Riga à Tallinn, qui fait partie de la route européenne 67 (Via Baltica, Prague - Helsinki).
La route nationale 5, qui mène à Rakvere, commence auusi à Pärnu. 
L'aérodrome de Pärnu (IATA:EPU), situé au nord-ouest de la ville, est peu utilisé: il n'est ouvert qu'aux vols privés, les transports et destinations régionales. 
Pärnu est à moins de deux heures de Tallinn en bus.
Entre 1928 et le 9 décembre 2018, il y avait une liaison ferroviaire avec Tallinn, qui a dû être interrompue en raison de l'infrastructure délabrée.
La liaison vers Riga n'était plus en service depuis longtemps. 
Dans le cadre du projet Rail Baltica, il est prévu de reconnecter Pärnu au Réseau transeuropéen de transport. 
Les nouveaux trains à grande vitesse s'arrêteront alors à Pärnu sur leur trajet de Tallinn à Riga.

### Tourisme
Pärnu est une ancienne ville hanséatique, dont la fondation remonte au moins au XIIIe siècle, et à ce titre possède un riche passé culturel et patrimonial.
C'est actuellement une ville de tourisme et de cure qui fait partie de l'Association des villes d'eau européennes depuis 2000, et arbore le Pavillon bleu depuis 2001 pour la qualité de ses eaux de baignade. La ville accueille en majorité des touristes finlandais et estoniens. Chaque année se déroule un important festival de musique classique, dirigé par le chef d'orchestre Paavo Järvi.

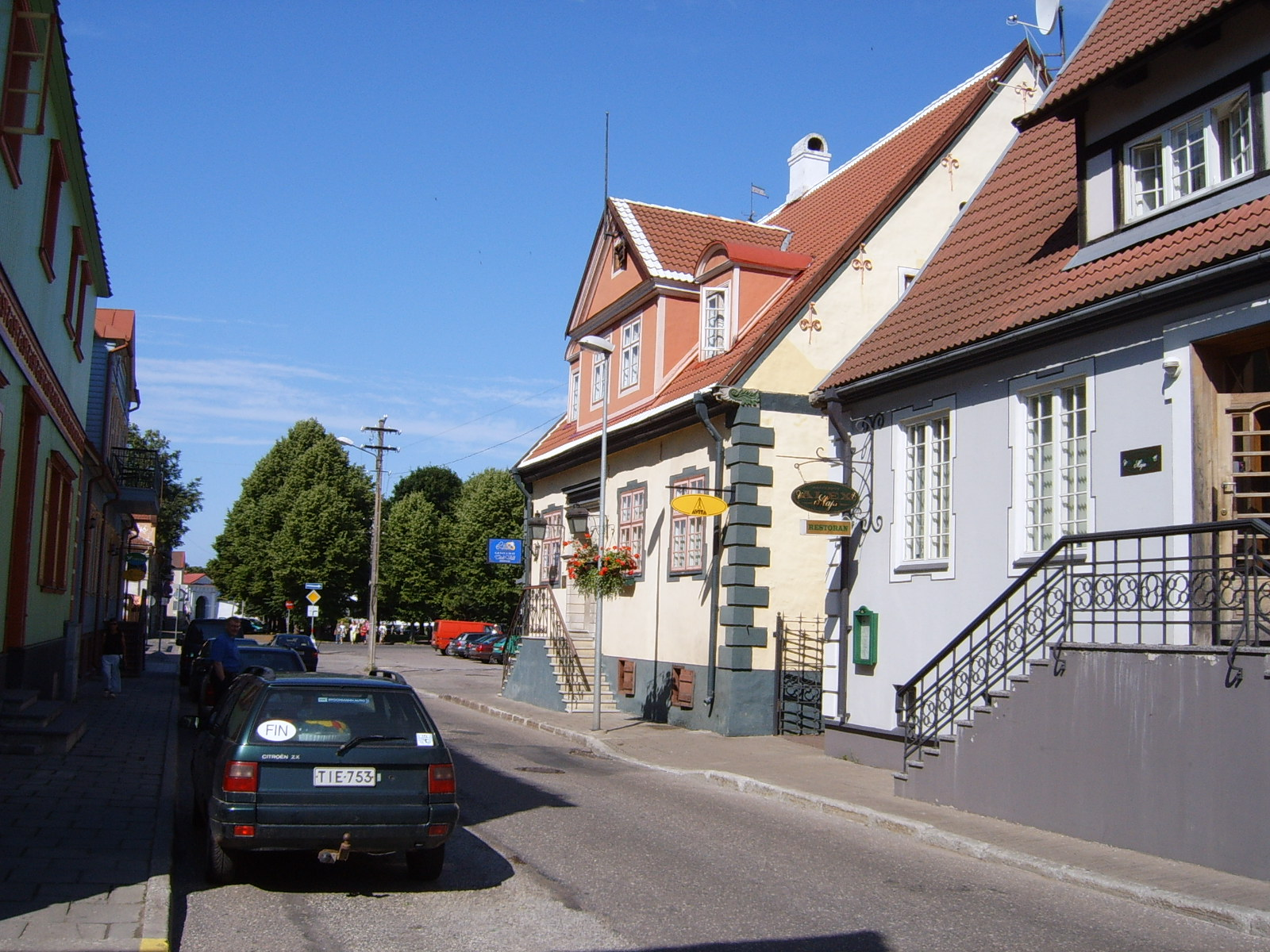
Le centre-ville de Pärnu
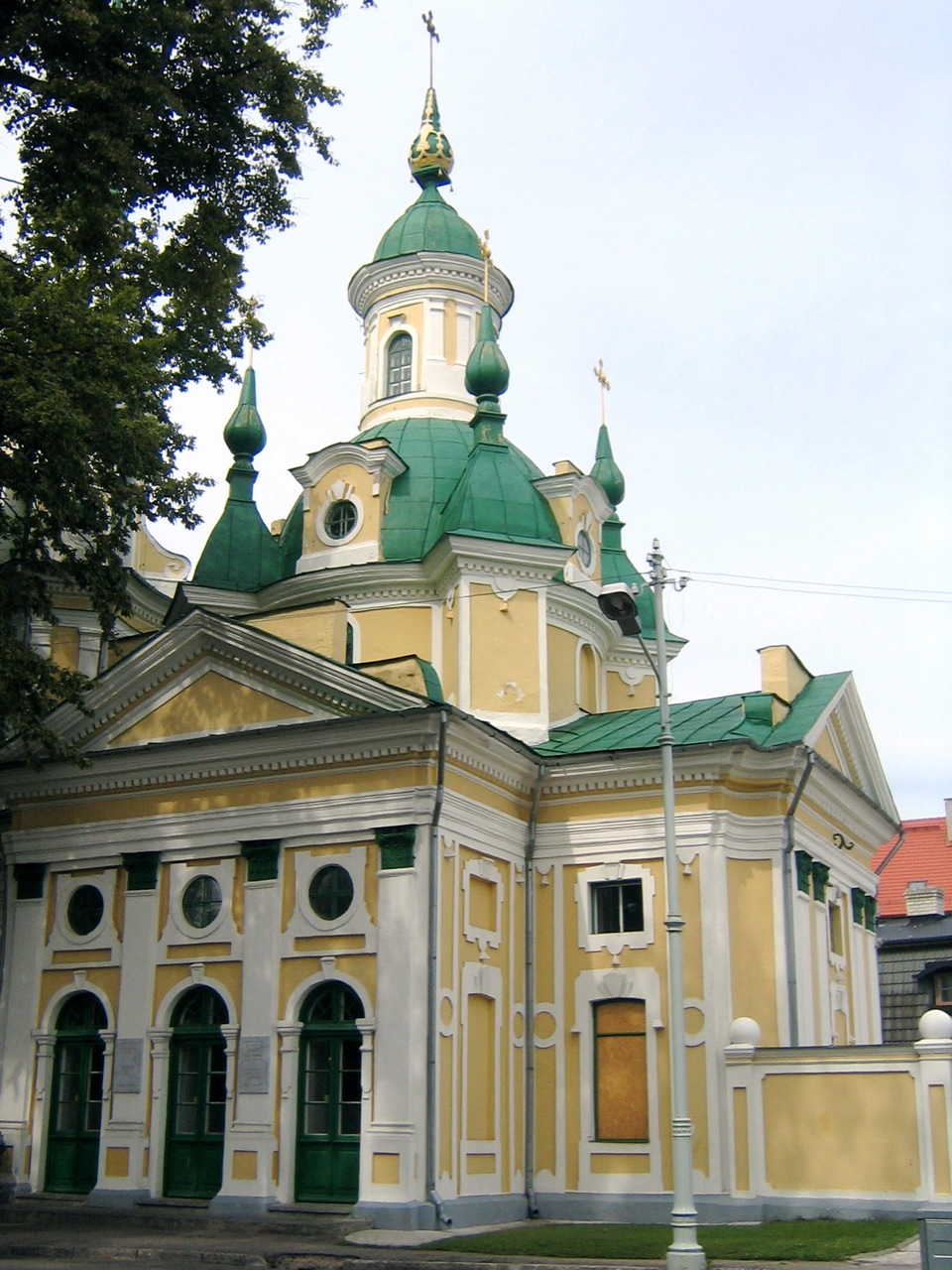
Église orthodoxe russe Sainte-Catherine, 1768
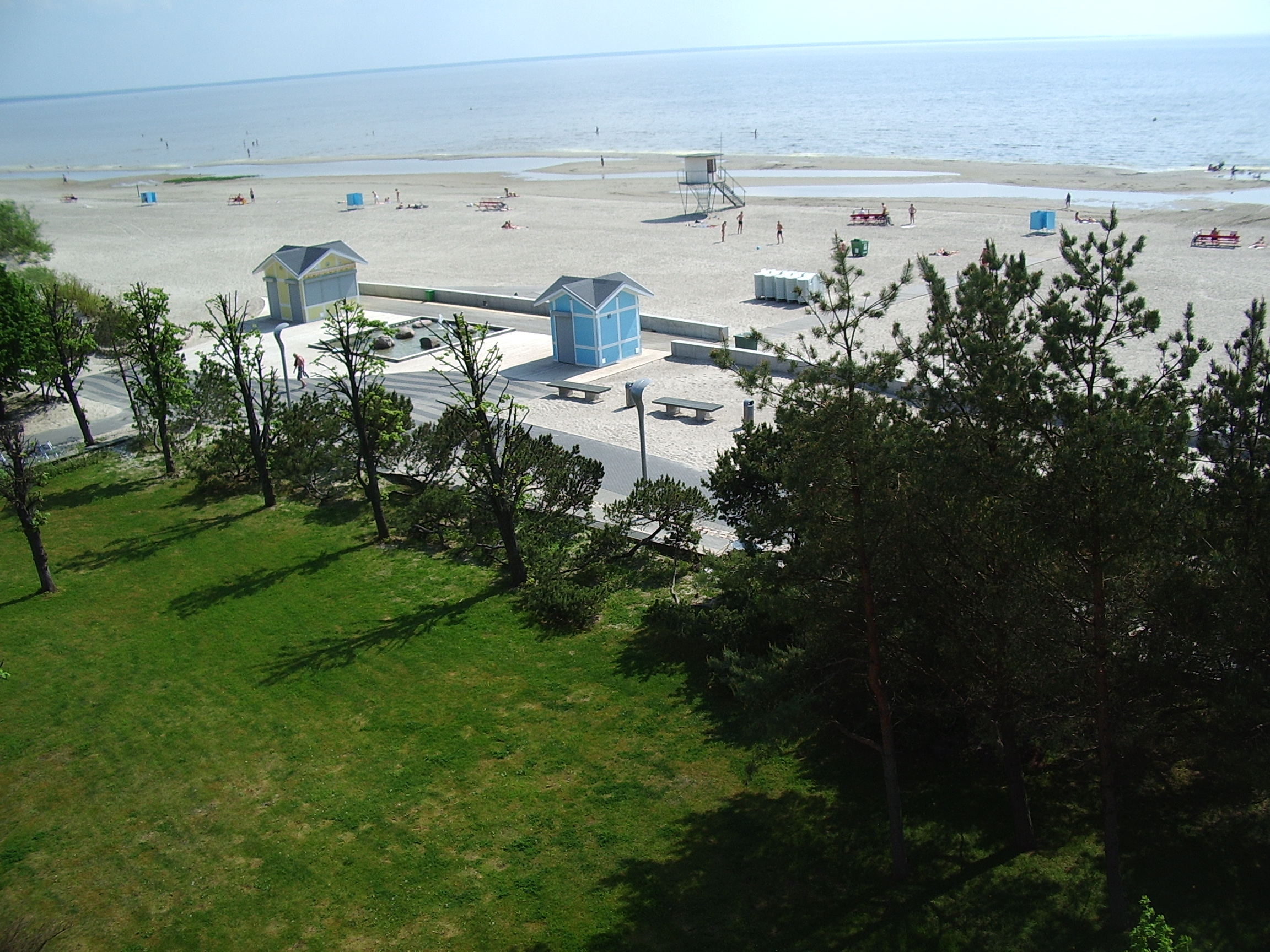
La plage de Pärnu

## Personnalités liées à la ville
- Ewald Ammende (1893-1936), journaliste, défenseur des droits de l'homme et homme politique estonien, est né à Pärnu.
- Carl Gustav Jochmann (1789-1830), écrivain germano-balte
- Johann Voldemar Jannsen (1819-1890), poète et journaliste estonien
- Lydia Koidula (1843-1886), poétesse estonienne
- Frédéric Fromhold de Martens (1845-1909), diplomate russe d'origine germano-balte, représenta la Russie à la première conférence de La Haye
- Amandus Heinrich Adamson (1855-1929), sculpteur estonien enterré à Pärnu, auteur de nombreux monuments en Russie.
- David Samoïlov (1920-1990), poète soviétique enterré à Pärnu, où il passa les dernières années de sa vie.
- Georg Wilhelm Richmann (1711-1753), physicien germano-balte, académicien à Saint-Pétersbourg.
- Vassili Fersen (1858-1937), vice-amiral russe ayant pris part à la guerre russo-japonaise, mort à Pärnu.
- Erika Salumäe (1962-), double championne olympique et du monde de cyclisme sur piste.
- Raio Piiroja (1979- ), footballeur international estonien